# Comune di Holstebro
Il Comune di Holstebro è un comune di 59 016 abitanti della Danimarca situato nella regione dello Jutland Centrale. 
In seguito alla riforma amministrativa del 1º gennaio 2007 il comune è stato riformato accorpando i precedenti comuni di Ulfborg-Vemb e Vinderup.

## Centri abitati
I centri abitati principali del comune sono:
- Holstebro (37 220)
- Vinderup (3 079)
- Ulfborg (2 009)